# Палачи тоже умирают!
«Палачи тоже умирают!» (англ. Hangmen Also Die!) — кинофильм режиссёра Фрица Ланга, вышедший на экраны в 1943 году. Оригинальная история, на которой основан сценарий ленты, была написана Лангом и Бертольдом Брехтом; это единственный голливудский фильм, в титрах которого указано имя Брехта. Сюжет отдалённо основан на событиях покушения на Рейнхарда Гейдриха, хотя о деталях операции «Антропоид» в то время практически ничего не было известно.

## Сюжет
Действие происходит в оккупированной нацистами Праге, страдающей под властью «палача Европы» Рейнхарда Гейдриха. Когда на Гейдриха происходит покушение, гестапо пускается по следу совершившего его Франтишека Свободы — врача местной клиники и члена патриотического подполья. Скрываясь, на одной из улиц он встречает Машу Новотну, которая направляет погоню по ложному пути, а вечером оказывается у неё дома, чтобы переждать комендантский час. Здесь он знакомится с её отцом — известным профессором Новотным — и другими членами семейства. Хитрый инспектор Грубер вскоре начинает подозревать Машу, однако не может ничего доказать. Не в состоянии найти убийцу Гейдриха, гестапо берёт в заложники большую группу чешской интеллигенции, в том числе профессора Новотного. Перед подпольщиками встаёт моральная дилемма: сдаться или взять на себя ответственность за судьбу заложников?

## В ролях
- Брайан Донлеви — доктор Франтишек Свобода
- Уолтер Бреннан — профессор Стефен Новотны
- Анна Ли — Маша Новотна, дочь профессора
- Джин Локхарт — Эмиль Чака, пивовар
- Деннис О'Киф — Ян Хорак, жених Маши
- Маргарет Вичерли — Людмила Новотна, сестра профессора
- Нана Брайант — Хелли Новотна, жена профессора
- Уильям Рой — Беда Новотны, сын профессора
- Ганс Генрих фон Твардовски — Рейнхард Гейдрих
- Александр Гранах — Алоис Грубер, инспектор гестапо
- Тонио Зелварт — Курт Хаас, шеф гестапо
- Джонатан Хейл — Дедич
- Лайонел Стэндер — Баня
- Сара Падден — госпожа Джоржак
- Байрон Фолджер — Бартош
- Людвиг Донат — Ширмер, инспектор гестапо

## Награды и номинации
- 1943 — номинация на премию Нью-Йоркского общества кинокритиков за лучшую режиссуру (Фриц Ланг).
- 1944 — две номинации на премию «Оскар» за лучшую музыку (Ханс Эйслер) и за лучшую запись звука (Джек Уитни).
- 1946 — специальное упоминание международной критики на Венецианском кинофестивале.